# Dyalma Stultus
Dyalma Stultus (Trieste, 31 ottobre 1901 – Darfo Boario Terme, 24 settembre 1977) è stato un pittore italiano.

## Biografia
Figlio illegittimo di Erminia Stultus e di Ralph Pacor, studiò presso la Scuola Industriale di Trieste, l'unica della città (all'epoca ancora austroungarica) che contemplasse corsi di educazione artistica. Grazie ad una borsa di studio ottenuta dal Comune di Trieste, andò poi a perfezionarsi presso l'Accademia di belle arti di Venezia. 
Nel 1922, invitato dal celebre critico d'arte Nino Barbantini, allestì la sua prima mostra personale a Ca' Pesaro. Dopo essere rientrato a Trieste, si recò a Firenze in un primo lungo soggiorno (dalla primavera del 1927 al 1928), per stabilirvisi definitivamente nel 1941, quando otterrà incarichi di insegnante nelle scuole d'arte a Firenze e a Siena. Nelle chiese e nei musei ebbe modo di assimilare la lezione dei maestri del Rinascimento toscano, ma anche a carpire le suggestioni dei Macchiaioli e dei Simbolisti, anche se non volle mai aderire a compagini o a movimenti stilistici: non espose mai difatti alle numerose mostre del gruppo novecentista, promosse da Margherita Sarfatti in Italia e all'estero.
A partire dal 1930 si registrano sue importanti presenze a Roma (Prima Quadriennale, 1931) e alla Biennale di Venezia (1930, 1932, 1934) e numerose personali a Trieste, a Portorose, Milano, Torino, Genova, Vicenza, Este, Parma, Riva del Garda, oltre a  mostre collettive a Parigi, New York, Budapest, Baltimora e Barcellona. 
Morì improvvisamente nel 1977, per un infarto, a Darfo, in casa di una delle sue tre figlie, dove si trovava per villeggiatura.
Oltre che pittore, è stato scultore e disegnatore. A lui sono state dedicate numerose mostre retrospettive postume e vari libri tra cui Dyalma Stultus nei ricordi della moglie e degli amici edito nel 2003 con autore Marina Petronio, traduzione di una biografia tedesca scritta da un amico di Stultus Hans Gregor Gregory.